# Хок-Спрингс (Вайоминг)
Хок-Спрингс (англ. Hawk Springs, Wyoming) — статистически обособленная местность, расположенная в округе Гошен (штат Вайоминг, США) с населением в 69 человек по статистическим данным переписи 2000 года.

## География
По данным Бюро переписи населения США статистически обособленная местность Хок-Спрингс имеет общую площадь в 4,4 квадратных километров, водных ресурсов в черте населённого пункта не имеется.
Хок-Спрингс расположен на высоте 1336 метров над уровнем моря.

## Демография
По данным переписи населения 2000 года в Хок-Спрингсе проживало 69 человек, 15 семей, насчитывалось 27 домашних хозяйств и 40 жилых домов. Средняя плотность населения составляла около 15,6 человек на один квадратный километр. Расовый состав Хок-Спрингса по данным переписи распределился следующим образом: 82,61 % — белых, 17,39 % — других народностей. Испаноговорящие составили 17,39 % от всех жителей статистически обособленной местности.
Из 27 домашних хозяйств в 33,3 % — воспитывали детей в возрасте до 18 лет, 51,9 % представляли собой совместно проживающие супружеские пары, в семей женщины проживали без мужей, 44,4 % не имели семей. 37,0 % от общего числа семей на момент переписи жили самостоятельно, при этом 11,1 % составили одинокие пожилые люди в возрасте 65 лет и старше. Средний размер домашнего хозяйства составил 2,56 человек, а средний размер семьи — 3,67 человек.
Население статистически обособленной местности по возрастному диапазону по данным переписи 2000 года распределилось следующим образом: 29,0 % — жители младше 18 лет, 10,1 % — между 18 и 24 годами, 26,1 % — от 25 до 44 лет, 20,3 % — от 45 до 64 лет и 14,5 % — в возрасте 65 лет и старше. Средний возраст жителей составил 34 года. На каждые 100 женщин в Хок-Спрингсе приходилось 102,9 мужчин, при этом на каждые сто женщин 18 лет и старше приходилось 96,0 мужчин также старше 18 лет.
Средний доход на одно домашнее хозяйство в статистически обособленной местности составил 8750 долларов США. Доход на душу населения в статистически обособленной местности составил 9600 долларов в год. Все семьи Хок-Спрингса имели доход, превышающий уровень бедности.